# Серијски убица
Серијски убица је особа која убије троје или више људи у периоду дужем од тридесет дана, са периодом „хлађења“ између сваког убиства, и чији су мотиви за убиство већином базирани на психолошком задовољству. Обично је и сексуални деликт укључен у убиство. Убиства су почињена на сличан начин и све жртве обично имају нешто заједничко; на пример, занимање, расу, изглед, пол или приближно годиште.

Серијски убица није исто што и масовни убица који почини више убистава одједном.

## Карактеристике
Серијске убице у Америци склоне су да деле следеће генералне карактеристике:
1. Већина су мушкарци, белци и самци. Ипак, постоје забележени случајеви кад су серијске убице били не-белци: Вејн Вилијамс, Тимоти Спенсер, Чарлс Нг, Ричард Рамирез...
2. Често су интелигентни, са IQ-ом у рангу 111-120.
3. Често имају потешкоћа да остану запослени. Обично имају лоше плаћене послове.
4. Склоне су да долазе из нестабилних породица.
5. Као деца, типично су напуштени од оца и одгајала их је доминантна мајка.
6. Њихове породице често имају криминалну, психијатријску и алкохоличарску историју.
7. Често су злостављани—емоционално, физички и/или сексуално—од стране члана породице.
8. Имају велики број покушаја самоубиства.
9. Још од детињства, многи су интензивно заинтересовани за воајеризам, фетишизам и садомазохистичку порнографију.
10. Више од 60 посто мокри у кревет после 12. године.
11. Многи пате од пироманије.

Наравно, ово није увек случај, и постоје изузеци. На пример, Харолд Шипман је био веома успешан лекар. Денис Нилсен је био бивши војник који није имао криминални досије када је ухапшен, нити је познато да испољио иједну од горенаведених карактеристика.

Психоза је ретко примећена код серијских убица. Доминантна психијатријска дијагноза је социопатска или антисоцијална личност која представља посебну категорију поремећаја личности. Психопате немају емпатију или кривицу, егоцентрични су и импулсивни и не повинују се социјалним, моралним или правним нормама.

### Категорије
ФБИ дели серијске убице у три категорије: „организовани“, „неорганизовани“ и „мешани“.